# Олешня (притока Беседі)
Олешня — річка в Білорусі й Росії у Костюковицькому й Красногорському районах Могильовської й Брянської областей. Права притока річки Беседі (басейн Дніпра).

## Опис
Довжина річки 41 км, похил річки 0,8 м/км , площа басейну водозбіру 276 км² . Формується притоками та безіменними струмками.

## Розташування
Бере початок на західній стороні від села Самотевічи. Тече переважно на південний схід і на східній стороні від села Макаричи впадає у річку Беседь, ліву притоку річки Сожу.